# Кейла (волость)
Кейла (эст. Keila) — бывшая волость на северо-западе Эстонии в уезде Харьюмаа. Волостная администрация располагалась в городе Кейла, однако сам город являлся отдельным городским муниципалитетом и не входил в состав волости Кейла.
В состав волости входили 3 малых посёлка (эст. alevikud): Карьякюла, Клоога, Кейла-Йоа и 19 деревень: Иллурма, Кеэльва, Керсалу, Клоогаранна, Кулна, Кяэсалу, Лаокюла, Лауласмаа, Лехола, Лохусалу, Маэру, Меремыйза, Нахкъяла, Нийтвялья, Охту, Пыллькюла, Туулна, Тыммику, Валксе.
В 2017 году волость Кейла была упразднена. Её административно-территориальные единицы вошли в состав новой суперволости Ляэне-Харью.